# Groupement Mangin
Le groupement Mangin est une grande unité française ayant existé du 10 au 13 juin 1918 pendant la bataille du Matz, sous les ordres du général Charles Mangin.

## Composition
- 35e corps d'armée[1]
- 133e division d'infanterie[2]
- 152e division d'infanterie[3]
- 165e division d'infanterie[4]
- 48e division d'infanterie, à partir du 11 juin[5]

## Historique
Le groupement est créé le 10 et ses unités se regroupent à Maignelay et La Neuville-Roy, avec le quartier-général à Pronleroy. L'état-major du groupement est constitué par celui du 35e corps. Le groupement est rattaché à la IIIe armée.
Le 11 juin 1918, soutenu par 159 chars d'assaut, le groupement contre-attaque depuis Courcelles-Epayelles et Wacquemoulin, vers Ressons-sur-Matz. Les Français dépassent Belloy.
Le groupement est dissous le 13 juin, le terrain conquis étant confié aux 34e et 35e corps d'armée.